# Jordbundsforhold
Jordbundsforholdene afspejler de økologiske vilkår, der findes i jordbunden. Det vil sige, at jordbundsforholdene er det samlede udtryk for virkningen af en række elementer:

## Tekstur
Jordbundens tekstur er en beskrivelse af kornstørrelserne i jordens mineralske bestanddele, fordelt efter procentvis forekomst. Beskrivelsen skaffes ved at tørre, veje og sigte en jordprøve, så de sorterede fraktioner kan vejes og omregnes til procent af den samlede vægt.
Teksturen siger en hel del om de grundlæggende betingelser i jordbunden. Høje procenttal for sand og grus vil næsten altid være sammenfaldende med, at jorden er løs og tør, mens få høje tal for ler og silt fremkommer når jorden er tung og våd. Derimod siger teksturtallene intet om jordens faktiske tilstand, som i langt højere grad har at gøre med med de organiske stoffer og livet i jorden.
En jord med mere end 50 % sand og grus kaldes sandjord, mens en jord med mere end 15 % ler og silt betegnes som en lerjord. Det fremgår, at der findes jordtyper, der opfylder begge krav, og netop i den slags situationer er det, at humus, planterester og førne får stor betydning for, om den konkrete jordbund skal behandles som en "lerjord" eller som en "sandjord".

## Porøsitet
Mens teksturen ikke siger meget andet om jordbunden end sammensætningen, så fortæller porøsiteten mere om forholdene. Ved en undersøgelse af jordens porøsitet må prøverne bevares, som de nu er på prøvetidspunktet. Jorden må hverken løsnes eller komprimeres.
Porøsiteten beregnes ved at udtage en jordprøve på nøjagtigt en halv liter. Den tørres i udtagningscylinderen, vejes og fratrækkes cylinderens vægt. Derved har man tørvægten, altså vægten af jordens faste materialer i tør tilstand. Den sættes i forhold til rumfang (½ liter), og nu fås tørrumvægten. Mens en komplet massiv sten med 0 % porerumfang vejer ca. 2,65 kg/liter, så vil en tørrumvægt på fx 1,325 kg/liter svare til et porerumfang på 50 %. På den måde fås ved simpel tørring og vejning præcise tal forholdet mellem faste bestanddele og mellemrum i jorden.
Disse tal er dog stadigvæk kun vejledende for en vurdering af jordbundens faktiske tilstand, for de udtrykker kun bruttoporøsiteten. Det interessante porøsitetstal angiver derimod mængden af porer, som på den ene side har en diameter, der tillader, at vandet fastholdes ved hjælp af kapillærkraften, men som på den anden side ikke er så små, at rødder og mikroorganismer er forhindret i at bruge vandet. Dette tal er det yderst vanskeligt at få oplyst, og det kræver undersøgelse på speciallaboratorier.

## Struktur
Jordstrukturen beskrives som jordpartiklernes indbyrdes lejring. Det vil sige, den måde partiklerne konkret er fordelt på. Der kan ske ét af to: enten lægger partiklerne sig enkeltvis mellem hinanden, og så er der opstået enkeltkornstruktur, eller også danner partiklerne små samlinger, og så opstår der krummestruktur. Pointen er nu, at enkeltkornstruktur vil svinge mellem en pulvertilstand med risiko for fygning og en muddertilstand med risiko for komprimering og knoldedannelse. Begge dele er uheldigt og mindre velegnet for plantevækst, så det er langt bedre, når jorden danner krummer. Det giver større stabilitet i strukturen, det skaber en stor andel af porer med tilgængeligt vand, og det giver et godt luftskifte i jorden.
Enkeltkornstruktur kan være opstået fra naturens hånd, f.eks. ved at partiklerne er blevet sorteret og aflejret af vand eller vind (klitter, ørkener, ur), men i de fleste tilfælde skyldes det enten kemiske forhold eller forkert jordbehandling. Der opstår enkeltkornstruktur, når jordens kolloider (humus og ler) bliver dækket af monovalente metal-, ammonium- eller brintioner. Derved forhindres partiklerne i at klæbe sammen og man får den virkning, der hedder dispergering. De dispergerede partikler kan ikke danne krummer, og jorden falder sammen i enkeltkornstruktur. Overdreven jordbehandling (fræsning eller harvning) og bearbejdning på forkerte årstider, hvor jorden ikke er tjenlig, vil også kunne pulverisere den til enkeltkornstruktur.
Krummestruktur er også baseret på kemiske forhold i jorden. Men hvor de monovalente ioner skubber kolloiderne fra hinanden, så hægter de polyvalente metalioner dem sammen. Derved dannes der små "aggregater", som så yderligere kan samles med andre, ikke-kolloide partikler til større krummer. Det kaldes, at kolloiderne flokkulerer. Dermed er der skabt en porøs, veldrænet og stabil jordtype. Det ses let, at det springende punkt er metalionerne. Målet må være at undgå de monavalente og skaffe flere af de polyvalente, og det gør man lettest og oftest ved en kalkning af jorden. Kalken neutraliserer brintioner og fjerner dermed syre fra jorden, hvad der er hovedformålet, men kalken indeholder også divalente kalciumioner, der bidrager til flokkulering af kolloiderne.
Krummestruktur er dog kun en midlertidig glæde, hvis den ikke er stabil. Hvis den skal blive det, må jorden indeholde masser af bakterier og regnorme. Det er deres slim, som gør krummerne holdbare. Et tysk forsøg kunne vise, at mens krummer fra ormefri jord bryder sammen efter ni dråber vand, så holder krummer fra ormerig jord til 256 dråber under de samme betingelser i øvrigt.

## Surhedsgrad
Surhedsgraden udtrykker jordbundens indhold af syre. De fleste planter foretrækker at vokse i en jord, som er næsten neutral med et pH på 6,5, og det samme gælder for organismerne i jorden. De er dog ikke lige tolerante over for syre, og derfor vil svampene overtage det meste af nedbrydningen, hvis pH er lavt (dvs. mindre end 5). Det gør dog, at der bruges 10 gange så lang til nedbrydning af førnen, som der bruges, når bakterierne tager sig af den. Det bevirker i næste omgang, at sure jorde har en tendens til ophobning af uomsat, organisk materiale i et tykt lagt oven på jorden. Herved opstår der morr, en sur overjord med et øverste lag af "tørv", dvs. uomsat førne.
Hvis jordbunden ikke er sur, er nedbrydningen domineret af bakterier, og så går det stærkt. Den neutrale eller basiske jord tiltrækker også regnorme, og de blander mineraljorden med omsatte og uomsatte planterester, sådan at overjorden bliver til muld. Alt taler med andre ord for, at man bør holde jorden let basisk eller i hvert fald neutral, og det er også rigtigt, hvis man ser på jordbundsforholdene isoleret. Planterne har dog indrettet sig efter jordbundsforhold, der er meget mere varierede. Der findes ganske vist kalkbundsplanter, som foretrækker basisk jord, men der er også mange surbundsplanter, der ikke kan klare sig i jorde med lavt syreindhold.

## Iltningsgrad
Nede i jorden findes der en vandmættet horisont, som vi kalder grundvandsspejlet. Det flytter sig op og ned i takt med, at der opstår stigende eller faldende nedbørsoverskud, og denne bevægelse i gundvandsstanden kan skabe problemer for dyrkningen af jorden, problemer, som man løser ved dræning.
Det er mindre kendt, at flytningen af grundvandsspejlet bevirker, at der sker en bevægelse i ilthorisonten. Denne usynlige og uregelmæssige flade adskiller de dele af jorden, hvor porerne indeholder mindre end 5 % ilt, fra dem med mere end 5 % ilt. Forskellen er altafgørende, for den betyder forskellen på henholdsvis anaërobe og aërobe forhold. Iltningsgraden skal med andre ord være over 5 % af jordluften i porerne, hvis rødder, regnorme, tusindben og alle de iltkrævende organismer skal kunne trives.
I sammenhæng med iltningsgraden er det væsentligt at se på tempoet i udskiftningen af jordluften. Det øges, når følgende forhold er i orden:
- høj porøsitet
- høj overfladeporøsitet
- gode afdræningsforhold
- skiftende barometertryk
- stor ormeaktivitet
- korrekt jordbehandling

Jorde med for ringe iltindhold og jorde med høj, biologisk aktivitet, men for langsom luftudskiftning vil blive "sure", som man siger. De er lette at kende på den dårlige, kloakagtige lugt og de blålige farvetoner. Det skyldes, at omsætningen i jorden bliver præget af gæring med de sædvanlige restprodukter: alkoholer, smørsyre, metan, svovlbrinte, ammoniak, cyanider osv. Det er alle sammen ildelugtende og mere eller mindre giftige forbindelser, men det alvorligste er dog, at det kræver forbrug af ilt at få dem omsat. Derfor er sådan en jord dræbende i sig selv, men også dræbende under afgiftningen. Det er forklaringen på, at det er fagligt ukorrekt at lægge jorddepoter op i større tykkelse end 1,5 meter.

## Vandindhold
Jordens vandindhold afhænger selvfølgelig i sidste ende altid af nedbørsmængden, eller rettere: af nedbørsoverskuddet (nedbørsmængde ÷ fordampningstab). I næste omgang er det væsentligt, at vandmængden får tid til at blive optaget i jorden.
Her er jordoverfladens porøsitet vigtig, og man ved, at normale danske jorde helst skal have evne til at modtage vand (se indsivningskapacitet), der svarer til 4 mm nedbør pr. time eller 4 liter/time/m². Hvis dette tal er lavere, eller hvis nedbøren kommer i større mængde pr. time, dannes der pytter, og overskuddet løber bort som overfladevand.
En anden væsentlig faktor er den forsinkelse, som kommer af, at en stor del af vandet bliver hængende midlertidigt i vegetationen. Skove har en forsinkelsesfaktor på ca. 25 %, og det betyder kort sagt, at skove kan optage 25 % mere vand, før der opstår overfladevand. Det er baggrunden for, at vandløb med vand fra skovområder er klare, mens vandløb fra afskovede egne bliver plumrede.
Jordstrukturen og dermed poremængden er vigtig for jordens evne til at rumme det vand, den har optaget. Med en porøsitet på 50 % vil 1 m3 jord kunne rumme 500 liter vand umiddelbart efter total vandmætning. Vandet i de største porer vil dog meget hurtigt blive trukket ned og ud af tyngdekraften, så dette frie vand er kun til rådighed i jorden ganske kort. Når tyngdekraften har tømt de store porer efter 48 timer, er der kun det vand tilbage, som porerne kan fastholde ved hjælp af kapillærkraften. Denne mængde kaldes for markkapacitet, men selv den er ikke et dækkende udtryk for mængden af biologisk relevant vand (se tilgængeligt vand) i jorden. Det er nemlig kun vandet i de middelstore porer, som kan hentes ud af rødder og organismer. Vandet i de små porer er utilgængeligt og har ingen praktisk betydning for livet i jorden. Selv om 50 % porøsitet svarer til 500 liter vand pr. m3 jord,så er det en betydeligt mindre mængde, der er til rådighed som tilgængelig reserve, i bedste fald måske kun 250 liter.
Når vand blokerer for luftskiftet i jorden, kan der opstå "drukning" af organismerne i jorden. I vintertiden, når den biologiske aktivitet er lav eller nærmest sat i stå, betyder iltmangel dog ikke de store katastrofer. Det er et langt større problem, hvis vandmætning indtræffer i den aktive periode (dvs. når jordtemperaturen er over +5°), hvor behovet for ilt og for at komme af med CO2 er meget påtrængende. Det er grunden til, at de danske jorde er så grundigt drænede.

## Tilgængelige næringsstoffer
Næringsstofferne er nødvendige for planter og dyr, og på ethvert tidspunkt er der kun en begrænset mængde til rådighed i miljøet. Derfor er næringsstofferne ofte mellem de faktorer, som sætter grænserne for arternes nicher. Størstedelen af næringsstofferne frigives i forbindelse med nedbrydernes omsætning af førne, men en del kommer også fra forvitring af uorganiske materialer, først og fremmest ler. Når næringsstofferne er blevet opløst i jordvandet, kan der ske én af fire ting med dem:
1. de kan blive optaget af planterne
2. de kan føres med ned til grundvandet og derfra til havet
3. de kan klæbes midlertidigt på overfladen af jordkolloiderne
4. de kan bindes kemisk i jorden

I den første situation gentages stofkredsløbet, og de enkelte næringsstoffer føres gennem de forskellige, trofiske niveauer, indtil de igen frigives til jordvandet.

I den anden situation er næringsstofferne tabt for de landlevende organismer i måske millioner af år.

I den tredje situation danner næringsstofferne en reserve, der sidder som et lag uden om ler- og humuskolloiderne. Derfra kan de igen opløses i jordvandet.

Og i den fjerde situation vil stofferne danne kemiske forbindelser, der er så godt som uopløselige, og som afsættes i jorden som partikler. Hermed er næringsstofferne tabt for organismerne, indtil særlige forhold (især forsuring af jorden) igen bringer dem i opløsning.

## Førnelaget
Førnelaget oven på jorden består af alt det organiske materiale, som er havnet dér. Laget har vidt forskellig tykkelse alt efter omstændighederne. Det er tykkest umiddelbart efter løvfald (ca. 5 bladlag tykt), men svinder hen i løbet af efteråret og det tidlige forår, sådan at det kan være næsten helt omsat ved næste løvfald. Lagets tykkelse bestemmes også af læforholdene på stedet, sådan at områder i træk vil være helt blottede for førnelag, mens steder i læ kan være dækket af metertykke bunker. Endelig bestemmes lagets tykkelse af, hvor indbydende førnematerialet er for nedbryderne. Hvis det har et lavt C/N-forhold, hvis det er rigt på simple kulhydrater (sukkerarter og stivelse), og hvis det ikke indeholder garvestoffer (tanniner), kinoner eller harpiks (terpener), – så sker nedbrydningen meget hastigt, mens det er lige omvendt med blade af f.eks. eg og bøg eller nåle fra gran og lærk.
Førnelagets store betydning ligger i, at det er fødegrundlaget for hele netværket af nedbrydere (se nedbryderkæden). Det bevirker i næste omgang, at førnelaget også er kilden til frigivelse af næringsstoffer, og at det danner basis for opbygning af humus i jorden. I en udyrket jord vil successionen efterhånden medføre, at der indstiller sig en balance mellem førne, nedbrydere og plantevækst, sådan at systemet kan vedligeholde sig selv i homøostatisk balance over lange tidsrum.
Det skal understreges, at der også dannes store mængder førne nede i selve jordbunden, i og med at rødder og forskellige organismer dør under deres virke dernede. Denne fødekilde har stor betydning i de meget smalle zoner på 1-2 milimeters tykkelse omkring hver rod, hvor der opbygges et samliv mellem rødder og mikroorganismer af mange slags.

## Nedbryderkæden
Oven over jorden deltager alt liv i én eller flere græsningsfødekæder. På tilsvarende måde deltager jordbundens organismer i nedbryderfødekæder. Her er det dog døde plante- og dyrerester, der danner grundlaget, men ellers er det den samme rækkefølge:
1. Førne (plante- og dyrerester)
2. Nedbrydere (bakterier, svampe osv.)
3. Rovdyr1 (amøber, nematoder osv.)
4. Rovdyr² (rovnematoder, rovmider osv.)

Se i øvrigt nedbryder

## Humusindholdet
Humus er et kompliceret og aldrig færdigt stof, som dannes ved nedbrydning af vedstoffets lignin. Stoffets byggestene, fenoliske ringe, nedbrydes ikke, men sammenbygges i stedet med sukkerstoffer, fedtstoffer, aminosyrer og andre organiske forbindelser foruden brudstykker af lerpartikler til det store, tredimensionale molekyle som er humus.
En humusrig jord vil have en lang række kvaliteter, som vanskeligt kan skaffes på anden måde. Derfor er det afgørende vigtigt at få bragt humusindholdet så højt op, som det er muligt. I praksis ligger tallet mellem 2 og 6 % i forhold til vægt, men da humus er et stof med lav rumvægt, kan f.eks. 4 % i vægt let svare til 30 % i rumfang. Deraf ser man, at et tab af humus fra 4 til 2 % over 100 år er ganske alvorligt for jordens frugtbarhed.

## Udvikling
Enhver jordbund ændrer sig med tiden, og der er især to processer, som har betydning for disse ændringer. Den ene drejer sig om nedslæmning af lerkolloider, og den anden skyldes syrepåvirkning af jorden.
Igennem århundreder vil lerpartikler blive ført nedad med jordvandet. Dette er uundgåeligt i egne med nedbørsoverskud som f.eks. i Danmark. I andre egne vil leret derimod blive, hvor det er aflejret eller dannet. Når leret føres nedad, vil det på et tidspunkt blive udfældet og aflejret i den pore, hvor vandet har ført det hen. Det bevirker efterhånden, at porerne bliver fyldt op med ler i en bestemt dybde. Den slags lag er så kompakte, at man fristes til at tro, der er tale om menneskeskabt komprimering eller om en restvirkning af isens tryk under sidste istid. For livet i jordbunden betyder det nedslæmmede ler, at afdræningen bliver dårlig. Der dannes mere overfladevand, og jorden kan tørre ud i sommertiden.
Jorde som de danske, der stort set alle er dannet i slutningen af sidste istid for ca. 10.000 år siden, har oprindelig haft et betydeligt indhold af kalk. Denne kalk har virket som en buffer over for syredannelse i jorden gennem de mange år, der er gået siden. Syre dannes naturligt ved nedbrydning af organisk stof (brune huminsyrer), og jo længere nedbrydningen er foregået, jo mere syre er der blevet dannet. Desuden dannes kulsyre, når CO2 bliver opløst i jordvandet. Hvis jorden er tilstrækkeligt porøs, vil kulsyren igen blive til CO2 og vand, og der foregår ingen forsuring af den grund, men hvis jorden er kompakt, vil syren blive ved med at være syre. Endelig dannes der syre, når rødderne afgiver brintion (H+) i bytte for metalioner (f.eks. K+ og Mg++) eller ammoniumion (NH4+). Under alle omstændigheder er syredannelse en uundgåelig virkning af, at jorden er beboet af levende organismer, og det bevirker, at mange stoffer opløses og føres med vandstrømmen nedad.
Derfor er gamle jorde ofte ændret meget i forhold til nydannede jorde. Jo længere tid, der er gået siden dannelsen, jo mere udvasket og forarmet er jorden, og jo hårdere lag er der dannet i dybden. Som et eksempel på dette kan nævnes jorden under Amazon-regnskoven, der er yderst mager. Når de mineraler, der er bundet i levende og dødt, organisk materiale, først er opbrugt, bliver jorden hastigt humusfattig og gold.
Den beskrevne udvikling foregår med nødvendighed i jordbundstyper, hvor der er nedbørsoverskud. I naturen fører det til langsom forsuring. Det gennemtvinger ændringer i bevoksningen, som så på deres side kan medføre yderligere forsuring. Derfor har jordbrugere i alle egne af verden fundet måder at omgå denne udvikling på. Ved dybdepløjning vendes jorden, så udvaskede mineraler lægges øverst igen. Ved grubning gennembrydes den kompakte sål i de dybe lag. Ved kalkning ændres syrebalancen i jorden, så udvaskningen bliver standset. Og ved gødskning erstatter man de tabte stoffer.

## Dyrkningsmetode
Jordbundens naturlige udvikling bliver i mange tifælde afbrudt, forstyrret eller fremskyndet af den dyrkning, jorden har været underkastet. Det giver væsensforskellige jordbundsforhold, om jorden har været brugt til henholdsvis naturskov, vedvarende græsning eller intensiv, moderne korndyrkning.
Som illustration kan nævnes den erfaring, at blot nogle få års braklægning af en mark betyder kraftig forøgelse af både variation og rigdom på liv i jorden, herunder også i form af store regnorme (Allolobophora- og Lumbricus-slægterne). Det viser, at selv en langvarig forstyrrelse af den naturlige udvikling ikke kan hindre, at jordbunden bliver koloniseret af de organismer, der passer til dens nicher.
Det er værd at bemærke, at forholdene er de samme i jordbunden, som de er f.eks. i en skov: nye, indvandrede arter skaber uro og omplaceringer blandt de allerede ankomne, og slutresultatet bliver, at der opstår flere, men smallere nicher. Udviklingen i jordbunden går altså som også over jorden i retningen fra brede nicher, der er besat med generalister, til smalle, som udnyttes af specialister.

## Plantevækst
Endelig skal det nævnes, at plantevæksten har stor indflydelse på jordbundsforholdene. Nogle planter er det, man kalder "mulddannere", mens andre skaber morr. Førnen fra nogle planter er eftertragtet af orme, mens andres bliver undgået. Desuden giver en varieret plantevækst en varieret førne, der skaber grundlag for et varieret jordbundsliv.
Også C/N-forholdet og indholdet af hæmmende stoffer som tanniner, terpener og kinoner i førnen har stor betydning for jordbundsforholdene. Jo lavere indhold af kulstof overfor kvælstof og jo lavere indhold af hæmmende forbindelser, jo hurtigere bliver førnen omsat, og jo større er sandsynligheden for, at der dannes muld i overjorden.

## Eksterne links
- European Soil Bureau Network: Soil atlas of Europe, 2005 Arkiveret 24. oktober 2007 hos  Wayback Machine. ISBN 92-894-8120-X
- World Soil Information